# Luis Pachón
Luis Pachón (nacido como Luis Fernández Conde, en septiembre de 1947 en Allariz, España) es un pintor y escultor ceramista orensano. También es profesor de arte para la Junta de Galicia desde 1984. Es conocido por cofundar la Escuela Municipal de Cerámica de Ermua (Vizcaya) y por múltiples exposiciones temporales y permanentes en diferentes instituciones a lo largo del territorio gallego. Sus obras suelen tener un componente musical o hacer referencia a esa temática, aunque su obra es extensa y abarca muchas temáticas. Su obra pictórica comprende obras en óleos, acrílicos, acuarelas y técnicas mixtas.

## Reseña biográfica
Luis Pachón estudió Artes y Oficios en los Salesianos de Cádiz, donde inició su pasión por la pintura. Posteriormente se trasladó a Madrid, donde alternó estudios de dibujo y pintura con música.
En 1975 funda en Ermua (País Vasco) la Escuela Municipal de Cerámica junto con varios compañeros. En 1981 regresa a su ciudad natal (Allariz) donde promovió y dirigió la Escuela Municipal de Pintura y Cerámica.
En el ámbito de la educación, es profesor de arte desde enero de 1984,y ha colaborado como profesor de pintura y cerámica en los Institutos de Allariz y Verín, Cursos de formación en el INEM, Centro Sociocultural de Mariñamansa, Ayuntamiento de Ginzo, Taller Infantil de Orense, etc.
Licenciado en Bellas artes por la Universidad de Salamanca.
Miembro de la Asociación de Artesanos de Galicia.
Profesor de cerámica de la Junta de Galicia.
Máster de dibujo en el Ayuntamiento de Allariz.
Director de la Sala de Exposiciones "La Fábrica" (Allariz).

## Vida personal
Actualmente reside en Galicia. Algunas de sus obras, tanto pictóricas como escultóricas, están a la venta a través de portales especializados.

## Exposiciones
- 1966. Éibar (Guipúzcoa)
- 1977. Bilbao
- 1978. Ermua (Vizcaya)
- 1979. Allariz (Orense)
- 1980. Allariz (Orense)
- 1981. Verín (Orense)
- 1982. Ginzo (Orense)
- 1983. Carballino (Orense)
- 1984. Orense
- 1985. Celanova (Orense)
- 1986. Bande (Orense)
- 1987. Vitoria
- 1988. Orense
- 1989. Villagarcía (Pontevedra)
- 1990. Santiago de Compostela, Noya (La Coruña) y Ribadavia (Orense).
- 1991. Orense, La Coruña, Salamanca, Vigo, Lugo y Allariz (Orense).
- 1992. Ginzo (Orense)
- 1993. Padrón (La Coruña)
- 1994. Pontevedra
- 1995. Semana de Galicia en Barcelona.
- 1995. Inauguración de la Casa da Cultura en Villardevós (Orense).
- 1996. La Coruña, Ateneo (Orense) y Lorient (Francia).
- 1997. Casa de Galicia en Madrid, Lorient (Francia) y Allariz (Orense).
- 1998. Ferias de dibujo de la Junta de Galicia: La Coruña, Lugo, Orense y Pontevedra.
- 1999. Lalín (La Coruña)
- 2000. Castillo de Castro Caldelas (Orense).
- 2001. Orense
- 2002. Allariz (Orense)
- 2003. Hostal Reis Católicos, Santiago de Compostela.
- 2004. Sala Argaq
- 2006. Museo Municipal (Orense)
- 2007. Casa do Escudo, Verín (Orense)